# Králík japonský
Králík japonský (Pentalagus furnessi, japonsky アマミノクロウサギ 奄美野黒兔, doslovně „černý divoký amamský králík“), také známý jako králík amamský, amaninský či stromový, je tmavosrstý králík, který se vyskytuje pouze na Amami Óšima a Tokunošima, dvou malých ostrovech mezi jižním Kjúšú a Okinawou v prefektuře Kagošima v Japonsku. Králík amamský je nazýván živoucí fosílií, protože obýval asijskou pevninu, na které vyhynul a zachoval se pouze na těchto dvou ostrovech, kde v současnosti žije.

## Biologie

### Strava
Králík amamský se živí více než 29 druhy rostlin, mezi které patří 17 druhů keřů a 12 druhů bylin, ze kterých konzumuje výhonky a žaludy. Také jí ořechy a kambium široké škály rostlinných druhů. Králík amamský se rovněž živí kůrami stonků a větviček křovitých rostlin.

### Morfologie
Králík amamský má krátké nohy, mohutné tělo a velké zakřivené drápy, které používá pro hrabání a lezení. Ve srovnání s jinými zajíci nebo králíky jsou uši králíka amamského výrazně menší. Jeho srst je hustá a jakoby vlněná, nahoře hnědá a na bocích červeno-hnědá. Má těžké, dlouhé a silné drápy, na předních tlapách jsou téměř rovné, na zadních tlapách zakřivené. Oči jsou malé ve srovnání s běžnějšími druhy králíků a zajíců. Průměrná hmotnost je 2,5–2,8 kg.

### Distribuce a stanoviště
Ideální prostředí pro tyto králíky je v oblasti mezi dospělými a mladými lesy. Králíci amamští obývají dospělé husté lesy kvůli ochraně a přítomnosti stravy. V různých obdobích roku se stravují hustými vytrvalými travinami a bylinami v mladých lesích. Proto je pro jejich život nejlepší stanoviště, ze kterého mají snadný přístup do mladých i dospělých lesů bez překážek mezi těmito dvěma typy lesů.
Počet králíků amamských se na ostrově Amami odhaduje na 2 000–4 800 kusů a 120–300 kusů na ostrově Tokuno.

### Chování
Králík amamský je noční živočich, který se páří od března do května a od září do prosince, vrh mívá jedno nebo dvě mláďata. Během dne matka vyhrabává díru v zemi pro svá mláďata, aby je mohla skrýt. V noci otevře vchod do otvoru, aby ho střežila před predátory (jako jsou jedovatí hadi), a pak mláďata kojí. Potom uzavře otvor tak, že ho předními tlapami utěsní půdou a rostlinným materiálem. Králíci amamští spí během dne na skrytých místech, jako jsou jeskyně. Zvukovými projevy připomínají tito králíci čeleď pišťuchovitých.

## Ohrožené druhy

### Hrozby
Před rokem 1921 byl lov a odchyt příčinou poklesu populace. V roce 1921 Japonsko prohlásilo králíka amamského za přírodní památku, což znemožnilo jeho lov. V roce 1963 byla úroveň ochrany zpřísněna na speciální přírodní památku, čímž byl zakázán i jeho odchyt.
Pro tyto králíky je nejnebezpečnější ničení životního prostředí jako mýcení lesů nebo komerční těžba dřeva. Přesto však byly povoleny projekty na výstavbu golfových hřišť a letovisek, při nichž dojde k odstranění lesů obývaných těmito králíky, protože ochrana speciální přírodní památky zakazuje usmrcení králíka, ale nikoli změnu jeho přirozeného prostředí.
Králík amamský také čelí velkým hrozbám ze strany predátorů, kteří jsou hlavní příčinou poklesu populace. Na ostrově Amami byla vypuštěna promyka malá (Herpestes javanicus), aby omezila populaci jedovatých hadů, jejichž počty se dramaticky zvýšily.

### Zachování
V červenci 2008 vyfotografovali amamští ochránci přírody divokou kočku, jak nese mrtvolu králíka, což vyústilo v diskusi o lepších způsobech, jak kontrolovat domácí zvířata. Byly provedeny pokusy obnovit stanoviště králíka amamského, ale ten vyžaduje, aby se v jejich těsné blízkosti nacházel jak dospělý, tak mladý les, a dojde-li k obnově mladého lesa, aniž by poblíž byl dospělý les, je nepravděpodobné, že jej tento králík osídlí. Návrh na zachování králíka zahrnuje obnovu přírodních stanovišť a kontrolu populace predátorů. Na jižním konci ostrova Amami jsou dospělé a mladé lesy v rovnováze, z čehož vyplývá, že by se měla chránit právě tato oblast.
V roce 1990 navrhl specialista na zajícovce z Mezinárodního svazu ochrany přírody plán ochrany. V roce 1999 bylo založeno na ostrově Amami Amamské Centrum ochrany přírody ministerstva životního prostředí, které v roce 2004 označilo králíka amamského za ohrožený druh.